# 1910 en photographie
| Années de la photographie : 1907 - 1908 - 1909 - 1910 - 1911 - 1912 - 1913    |
| Décennies de la photographie : 1880 - 1890 - 1900 - 1910 - 1920 - 1930 - 1940 |

Cet article présente les faits marquants de l'année 1910 en photographie.

## Événements

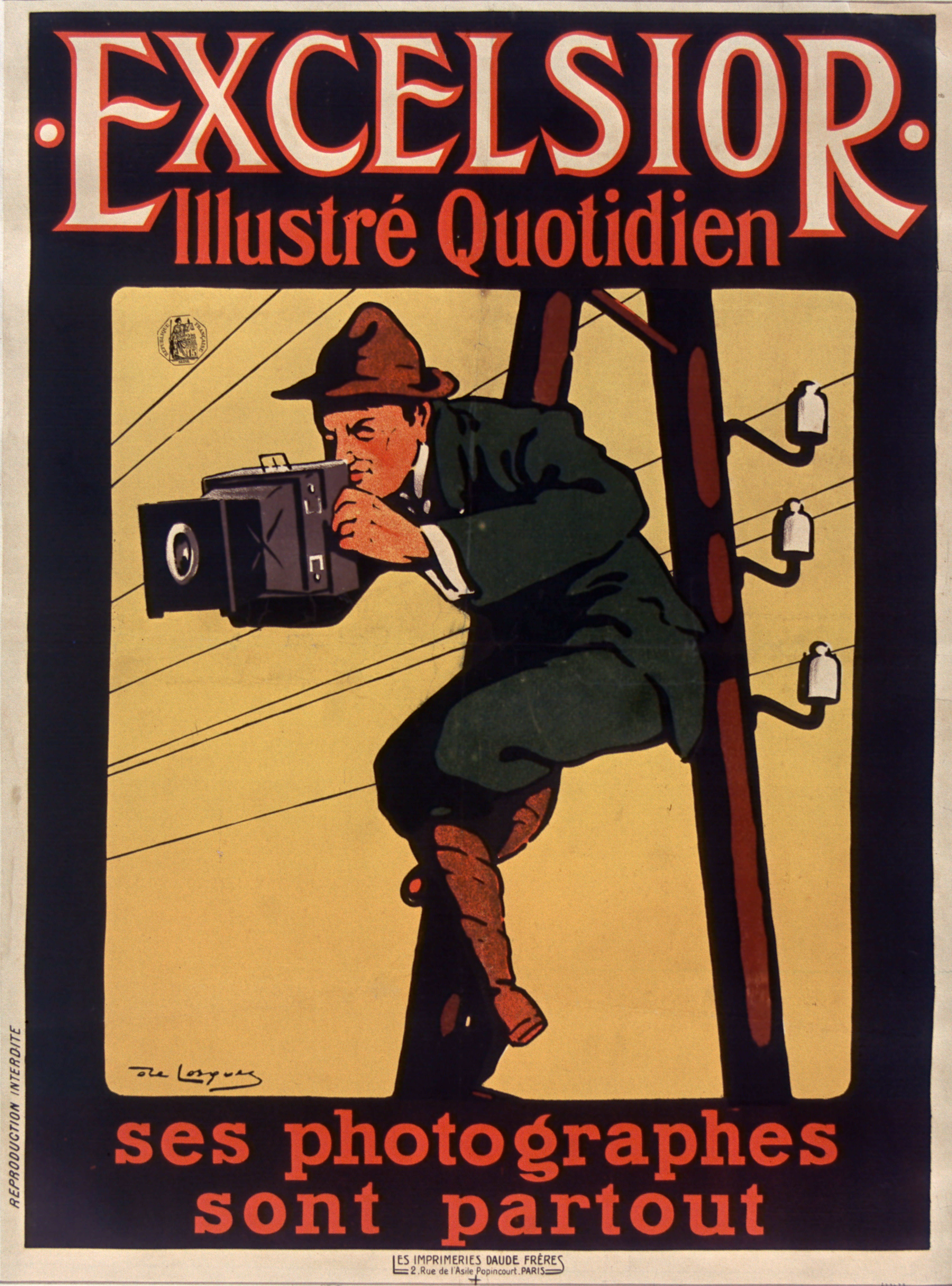
Affiche publicitaire de Daniel de Losques pour l'Excelsior.

- 18 janvier - 8 mars : la crue de la Seine à Paris fait l'objet de nombreuses photographies[1].
- octobre : publication des premières photographies infrarouges dans le volume 50 du journal de la Royal Photographic Society, en illustration de l'article de Robert Williams Wood, « Photography By Invisible Rays ».
- 16 novembre : le patron de presse Pierre Lafitte crée à Paris le quotidien l'Excelsior qui privilégie l'illustration photographique[2].
- Le journal Le Petit Parisien crée en France un supplément hebdomadaire illustré Le Miroir, contenant essentiellement des photographies d'actualité.
- Paul Montel crée à Paris la revue Le Photographe.
- 18 novembre : la veuve d'Eugène Trutat vend à la ville de Toulouse 1 010 photographies de son mari décédé le 6 août ; c'est l'un des éléments de la constitution du fonds photographique Eugène-Trutat.

## Photographies notables

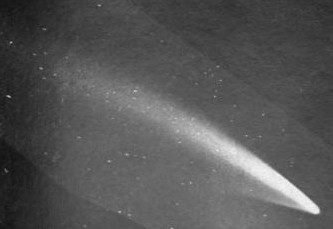
Grande comète de janvier 1910 photographiée par l'Observatoire Lowell aux États-Unis.

- La Grande comète de janvier 1910 visible dans l'hémisphère sud fait l'objet de photographies dans plusieurs observatoires.

## Livres de photographies
- Herbert Ponting, In Lotus-land Japan ... With 8 illustrations in colour and 96 in monochrome, Londres, Macmillan & Co, XVI-395 p. : photographies du Japon (Lire en ligne) : 104 photographies, en couleur et en noir et blanc, de divers aspects du Japon[3].

## Expositions
- Le groupe Photo-Secession organise aux États-Unis dans l'Albright Art Gallery de Buffalo (état de New York) une exposition internationale de photographie picturale et présente plus de 600 photographies de 65 photographes, membres du mouvement ou dont les pratiques étaient similaires[4],[5].

## Festivals et congrès photographiques
- 5e Congrès international de photographie, Bruxelles[6].

## Prix et récompenses

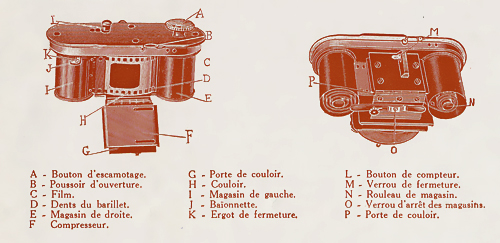
Le Cent-Vues.

- L'appareil photographique le Cent-Vues, inventé en 1909 par Étienne Mollier, obtient la médaille d'or du Concours Lépine.
- Médaille du progrès de la Royal Photographic Society : Alfred Watkins.

## Naissances

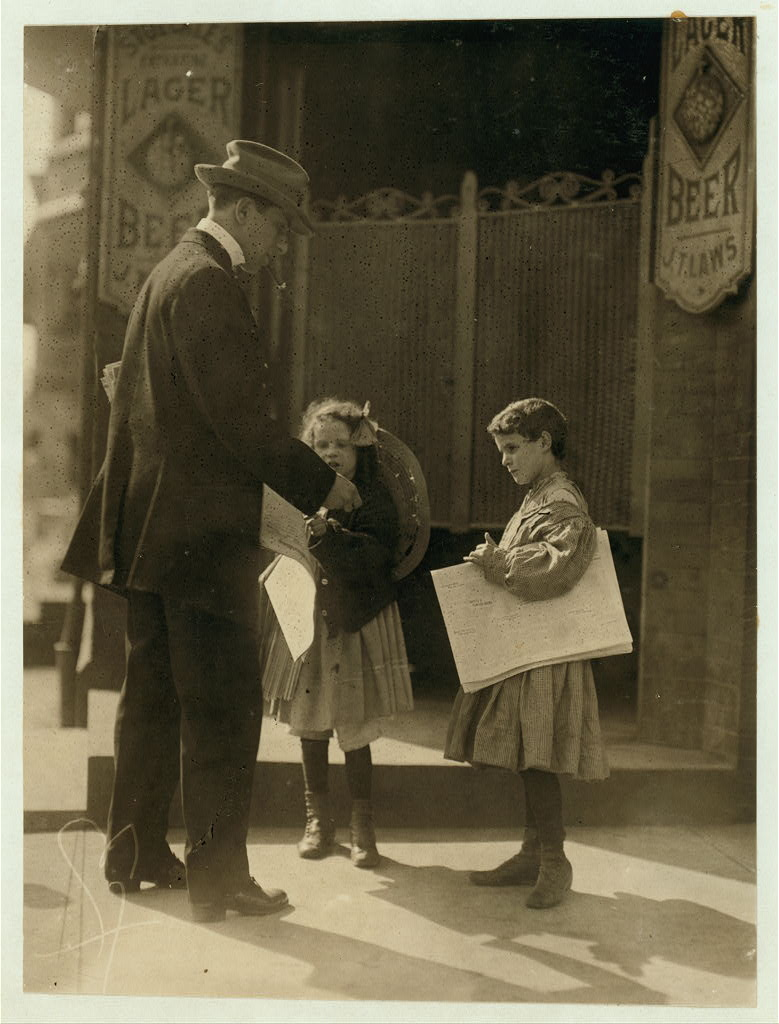
Lewis Hine, Fillettes vendant des journaux à Wilmington (Delaware), mai 1910.

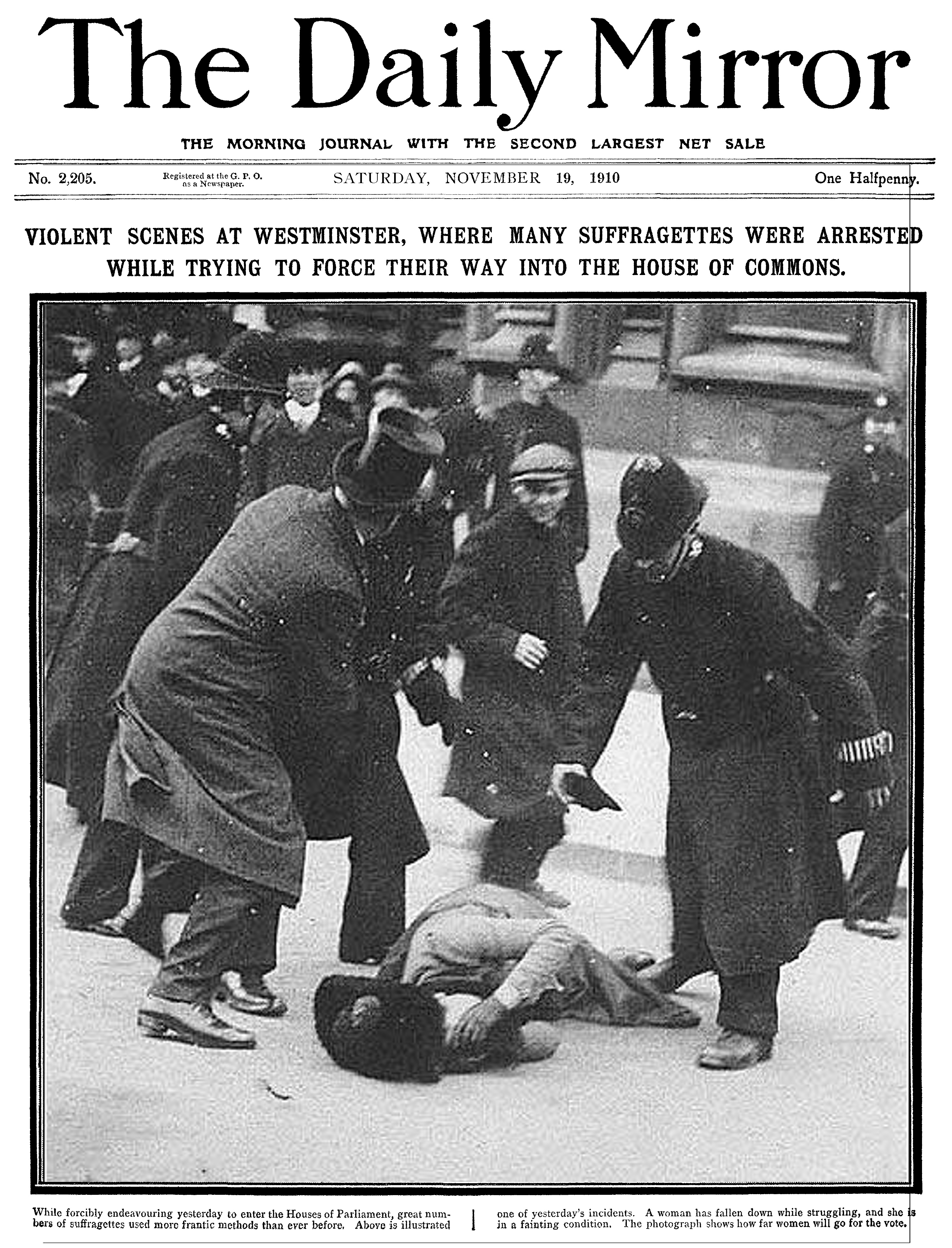
Photographie de Victor Console à la une du daily Mirror le 19 novembre 1910, montrant une suffragette au sol lors de la manifestation du Black Friday.

- 7 janvier : Fred Matter, photographe français, mort le 14 juin 1979.
- 17 janvier : Jeanne Léonide Poinat dite Madame Hermann, photographe française, spécialisée dans les portraits d'enfants, née le 11 avril 1842.
- 25 janvier : Ingeborg de Beausacq, photographe et exploratrice américaine d'origine allemande, morte le 12 juillet 2003.
- 27 février : Harry Meerson, photographe de mode français d'origine polonaise, mort le 7 mai 1991.
- 1er mars : Alexandre Vitkine, photographe et info-sculpteur français d'origine russe, mort en 15 septembre 2014.
- 20 mars : Vincenzo Carrese, photographe italien fondateur de l'agence Publiphoto, mort le 18 octobre 1981.
- 27 mars : Louise Rosskam, photographe et photojournaliste américaine, mort le 1er avril 2003.
- 10 avril : Humphrey Spender, photographe britannique, mort le 11 mars 2005.
- 29 avril : Eva Besnyő, photographe néerlandaise d’origine hongroise, liée au mouvement artistique de la Nouvelle objectivité (Neue Sachlichkeit), morte le 12 décembre 2003.
- 1er mai : Henryk Ross, photographe polono-israélien, employé comme photographe officiel du ghetto de Łódź à partir de 1940, qui y a pris clandestinement des milliers de clichés qui témoignent de la vie des habitants dans le ghetto, mort le 1er mai 1991.
- 6 mai : Pierre Joseph Dannes, photographe français connu pour ses photographies sur le cirque et le music-hall, mort le 20 mars 1985.
- 24 mai : Pierre Jamet, photographe et chanteur français, mort le 17 août 2000.
- 26 mai : André Papillon, photographe français, mort le 11 janvier 1986.
- 7 juin : Marion Post Wolcott, photographe américaine, morte le 24 novembre 1990.
- 8 juin : Fernand Fonssagrives, photographe français, actif aux États-Unis, mort le 23 avril 2003.
- 11 juin : T. Lux Feininger, photographe et peintre germano-américain, mort le 7 juillet 2011.
- 9 juillet : Léo Mirkine, photographe  de plateau français d'origine russe, mort le 7 novembre 1982.
- 30 juillet : Edgar de Evia, artiste, photographe, et auteur franco-américain d'origine mexicaine, mort le 10 février 2003.
- 31 juillet : Václav Jírů, photographe tchécoslovaque, mort le 28 juin 1980.
- 1er août : Gerda Taro, photojournaliste et photographe de guerre allemande, morte le 26 juillet 1937.
- 4 août : George Skrigin, photographe, réalisateur et scénariste serbe, mort le 30 octobre 1997.
- 7 août : Lucien Hervé (László Elkán), photographe d'architecture français d'origine hongroise, connu pour sa collaboration avec Le Corbusier dont il était le photographe attitré, mort le 26 juin 2007.
- 12 août : Édith Gérin, photographe française, morte le 2 mai 1997.
- 14 août : Willy Ronis, photographe français, un des principaux représentants de la photographie humaniste, lauréat du Grand Prix national de la photographie en 1979 et du prix Nadar en 1981, mort le 11 septembre 2009.
- 3 septembre : Yōnosuke Natori, photographe japonais, mort le 23 novembre 1962.
- 5 septembre : Rose Nadau, photographe française, morte le 2 octobre 2007.
- 10 octobre : Julius Shulman, photographe d'architecture américain, mort le 15 juillet 2009.
- 20 octobre : Robert Thuillier, photographe français, mort le 2 mai 1997.
- 9 novembre : Irving Klaw, photographe et réalisateur fétichiste américain, mort le 3 septembre 1966.
- Date précise non renseignée ou inconnue :
  - Alioune Diouf, photographe sénégalais (date de mort inconnue).
  - Leonid Dorenski, photographe et photojournaliste russe, mort en 1962.
  - George Kadish, photographe lituanien, mort en septembre 1997.
  - Sakae Tamura, éditeur de magazine et photographe japonais spécialisé dans la nature, mort en 2023.

## Décès
- 17 janvier : Tomaso Burato, photographe croate, né le 27 mars 1840.
- janvier : Esaki Reiji, photographe japonais, né en 1845.
- 2 février : Camille Silvy, photographe français, actif en Grande-Bretagne, né le 8 mai 1834.
- 21 mars : Nadar, photographe français, né le 6 avril 1820.
- 13 avril : Armand Henry Prillot, photographe français, né le 30 septembre 1892.
- 2 mai Charles Nouette, photographe et explorateur français, né le 6 mai 1869.
- 9 mai : Claude-Joseph Portier, photographe français, actif en Algérie de 1863 à 1882, né le 24 mai 1841.
- 6 juillet : Margaret Matilda White,photographe et infirmière néo-zélandaise, née le 9 janvier 1868.
- 6 août : Eugène Trutat, pyrénéiste, géologue et photographe français, né le 25 août 1840.
- 10 octobre : Julius Shulman, photographe d'architecture américain, mort le 15 juillet 2009.
- 19 novembre : Alfred Perlat, photographe français, actif à Poitiers, né le 7 mars 1829.

## Célébrations
Centenaire de naissance
- Emilie Bieber
- Camille Dolard
- Carl Durheim
- Amélie Guillot-Saguez
- Ferdinand Joubert
- John Dillwyn Llewelyn
- Fílippos Margarítis
- Victor Regnault
- Pierre-Ambroise Richebourg
- Louis-Rémy Robert